# Attentat de Shanghai

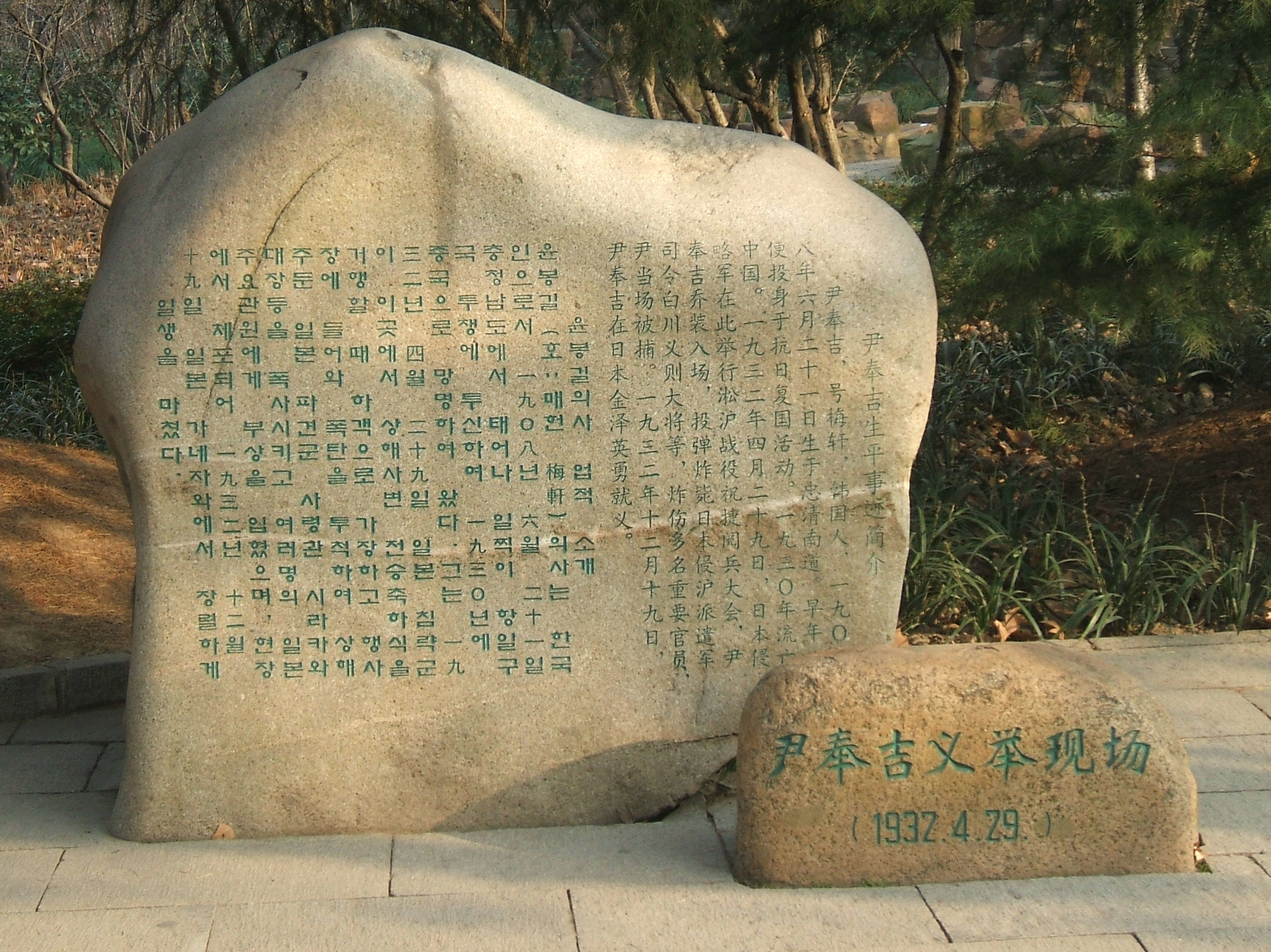
Pierre en mémoire de Yoon Bong-gil au parc Lu Xun de Shanghai.

Pendant Mouvement d'indépendance coréen
L'attentat de Shanghai est un attentat à la bombe contre des militaires japonais qui a eu lieu en République de Chine le 29 avril 1932.

## Contexte et déroulement
Après la victoire japonaise durant la guerre de Shanghai, l'armée japonaise a décidé de profiter de l'anniversaire de l'empereur Hirohito le 29 avril 1932 pour célébrer cette victoire, la cérémonie a eu lieu dans le parc Hongkou à Shanghai.
Le commandant de la garnison du gouvernement national de la république de Chine, président par intérim et chef de la région de Songhu Chen Mingshu décida de profiter de cette célébration pour assassiner les hauts commandants japonais, mais l'armée japonaise avait interdit l'admission des Chinois dans le parc afin de prévenir toute éventualité. Finalement, les envoyés de Chen contactèrent le Gouvernement provisoire de la république de Corée. Son président Kim Gu exprima la volonté d'entreprendre cette tâche, qui fut confiée à Yoon Bong-gil.
Le 29 avril 1932, il fait exploser une bombe dissimulée dans une petite boîte à déjeuner lors de cette fête. L'explosion tue sur le coup Teiji Kawabata (ja), chancelier du gouvernement auprès des résidents japonais de Shanghai. Elle blesse aussi grièvement le général Yoshinori Shirakawa, commandant de l'armée expéditionnaire japonaise de Shanghai, qui succombe à ses blessures le 26 mai suivant, le diplomate Mamoru Shigemitsu, envoyé japonais à Shanghai, qui perd sa jambe droite, le lieutenant-général Kenkichi Ueda, commandant de la 9e division de l'armée impériale japonaise, qui perd sa jambe gauche, et le vice-amiral Kichisaburō Nomura, commandant de la 3e flotte de la marine impériale japonaise, qui perd œil gauche. 

## Conséquences
Yoon est arrêté sur place et condamné par une cour martiale japonaise à Shanghai le 25 mai. Il est transféré à la prison d'Osaka le 18 novembre et exécuté par un peloton de soldats à Kanazawa le 19 décembre à 7 h 27. Touché par une balle entre les deux yeux, il décède 13 minutes plus tard. Il est ensuite enterré dans une tombe anonyme à Nodayama (ja) jusqu'en 1946. 
L'attentat a eu un large écho dans le monde, en particulier dans la presse française de l'époque.